# Régiment Royal-Italien
Le régiment Royal-Italien est un régiment d’infanterie italien du royaume de France créé en 1671 et qui forme les chasseurs royaux de Provence, les chasseurs royaux de Dauphiné et les chasseurs du Roussillon en 1788.

## Création et différentes dénominations
- 27 mars 1671 : création du régiment Royal-Italien, en partie levé en Italie
- 17 mars 1788 : le 1er bataillon forme les chasseurs royaux de Provence, le 2e bataillon forme les chasseurs royaux de Dauphiné et le bataillon de dépôt formes les chasseurs du Roussillon[1].

## Colonels et mestres de camp
- 27 mars 1671 : Bardo di Bardi, comte de Magalotti, brigadier le 30 avril 1670, maréchal de camp le 15 avril 1672, lieutenant-général le 25 février 1676, † 10 avril 1705
- 29 avril 1705 : François Zénobe Philippe, comte d’Albergotti, lieutenant colonel le 27 janvier 1678[2], brigadier le 1er mars 1690, maréchal de camp le 6 juin 1694, lieutenant-général le 29 janvier 1702, † 23 mars 1717
- 23 mars 1717 : N., marquis d’Albergotti
- 17 juillet 1731 : Antoine Félix, marquis de Monti, brigadier le 1er février 1719, maréchal de camp le 13 février 1734, lieutenant-général le 4 juin 1736, † 12 mars 1738
- 17 mars 1738 : Victor-Amédée de Savoie, prince de Carignan, lieutenant-général le 1er novembre 1723, † 4 avril 1741
- 28 avril 1741 : Charles Armand, marquis de Monti, brigadier le 1er janvier 1748, maréchal de camp le 23 juillet 1756, lieutenant-général le 25 juillet 1762

## Historique des garnisons, combats et batailles du régiment
Le régiment est créé en 1671 par le comte Magalotti, capitaine aux Gardes françaises, par décision de Louis XIV du 27 mars 1671 qui l'autorisait à lever un régiment étranger en Italie et en Piémont en prévision de la guerre de Hollande. Le comte réussit à lever 27 compagnies de 204 hommes, et le roi donna au régiment le nom de « Royal-Italien ». En 1676, le régiment est réduit à 12 compagnies.
- 1672 : guerre de Hollande. Baptême du feu sous les ordres du prince de Condé : prise de Nimègue.
- 11 août 1674 : victoire de Seneffe près de Charleroi.
- 1688 à 1697 : guerre de la Ligue d'Augsbourg
  - 2 juillet 1690 : bataille de Fleurus,
  - 19 juillet 1693 : victoire à la bataille de Neerwinden.
- 1702 à 1713 : guerre de Succession d'Espagne
  - 1703 siège de Brisach et de Landau. Bataille de Ramillies,
  - 23 mai 1706 : victoire de Denain,
  - participation à la reprise de Douai, de Quesnoy, de Bouchain,
  - 1713 : sièges de Landau et de Fribourg.
- Le régiment se trouve au camp d'Aimeries-sur-Sambre en 1732[3]
- 1733 à 1735 : guerre de Succession de Pologne.
- 1741 à 1748 : guerre de Succession d'Autriche.
- 1756 : Corps expéditionnaire de Minorque (Baléares)
  - 27 juin 1756 : Prise de Mahon
  - à l'automne 1756, il est envoyé en Corse afin de rétablir l'ordre, puis il retourne à Minorque de 1759 à 1762.

En 1762, il reçoit les personnels du régiment Royal-Corse, dissous, qui en constituèrent son 2e bataillon. Le régiment sera licencié en 1782 en n'ayant plus d'italien que le nom, ses effectifs et cadres étant largement d'origine française ou corse.
- 1767 à 1774 : seconde campagne de pacification de la Corse.
  - 8 mai 1769 : bataille de Ponte-Novo

- 26 avril 1775 : création d'un 2e bataillon par incorporation des 9 compagnies du  régiment de Tournaisis.

- 1781 à 1783 : des détachements de ce régiment combattent en garnison de vaisseau pendant la guerre d'indépendance américaine, notamment sur les vaisseaux Le Pluton et Le Glorieux (escadre de l'amiral de Grasse), et à la prise de l'île de Tobago[4].

Le 17 mars 1788, le régiment est définitivement réformé par le secrétaire d'État à la Guerre M. de Brienne, par ordonnance royale de Louis XVI, et ses effectifs versés dans les bataillons de chasseurs à pied attachés aux régiments de chasseurs à cheval :
- le 1er bataillon devient bataillon des chasseurs royaux de Provence
- le 2e bataillon devient bataillon des chasseurs royaux de Dauphiné
- le bataillon du dépôt devient bataillon des chasseurs du Roussillon[5]

## Personnalités ayant servi au Royal-Italien
- Jean-Baptiste Charles d'Abzac de La Douze de Cazenac (1754-1794), lieutenant puis capitaine au Royal-Italien qui a fait la guerre d'Indépendance américaine, condamné à mort comme émigré et guillotiné à Agen le 16 avril 1794[6].
- François Zénobe Philipp d'Albergotti, lieutenant général en 1702 est entré comme enseigne de la colonelle du régiment Royal-Italien à sa création le 27 mai 1671[2].
- André Masséna, futur général de division et Maréchal d'Empire, a servi au Royal-Italien de 1775 à 1789 en tant qu'engagé volontaire. Il y obtint le grade d'adjudant.
- Luc Siméon Auguste Dagobert de Fontenille (1736-1794) qui fut capitaine-commandant des Grenadiers du régiment Royal-Italien puis général en chef de l'Armée des Pyrénées Orientales.
- Jean Gheneser, colonel du 37e régiment d'infanterie légère, Commandeur de la Légion d’honneur et chevalier de l'ordre royal et militaire de Saint-Louis.

## Drapeaux
3 drapeaux, dont un blanc colonel, « & croix blanche semée de fleurs de lys d’or », ainsi qu’aux croix des 2 drapeaux d’ordonnance, « rouges & bruns dans les 4 quarrez par opposition ».

Drapeau d’ordonnance
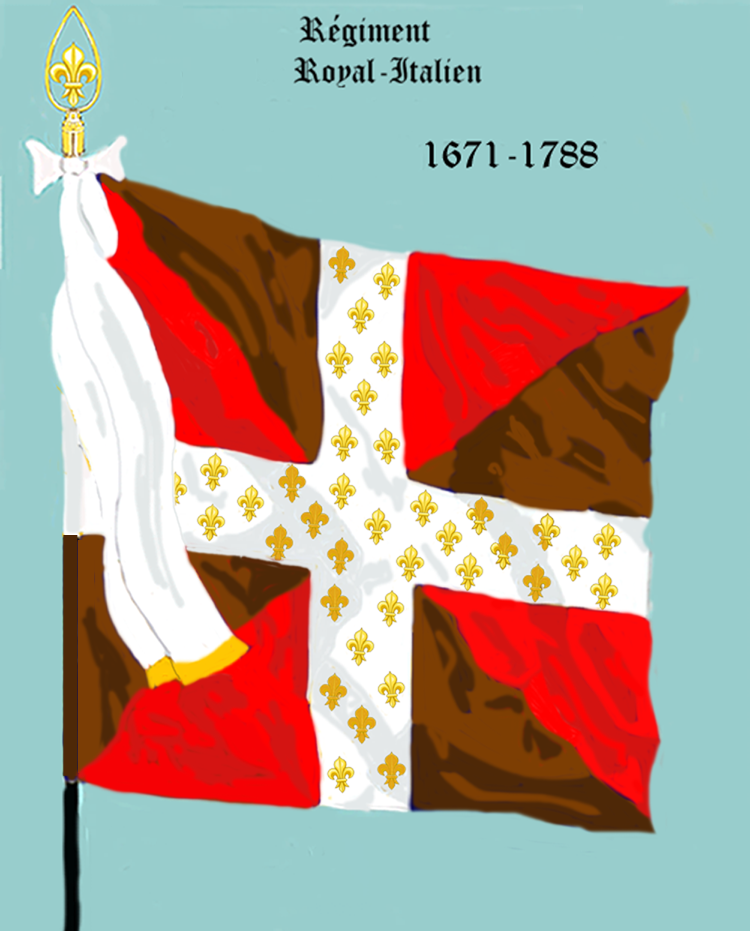
régiment Royal-Italien de 1671 à 1788

## Habillement
« Royal-Italien avait quitté en 1750 son habit brun pour prendre l'habit gris-blanc avec le collet, la veste, les parements et la culotte bleu céleste et les boutons jaunes. On lui avait donné, en 1775, l'habit bleu turquin, les revers et les parements jonquille et le collet rose. »

Uniformes du régiment Royal-Italien
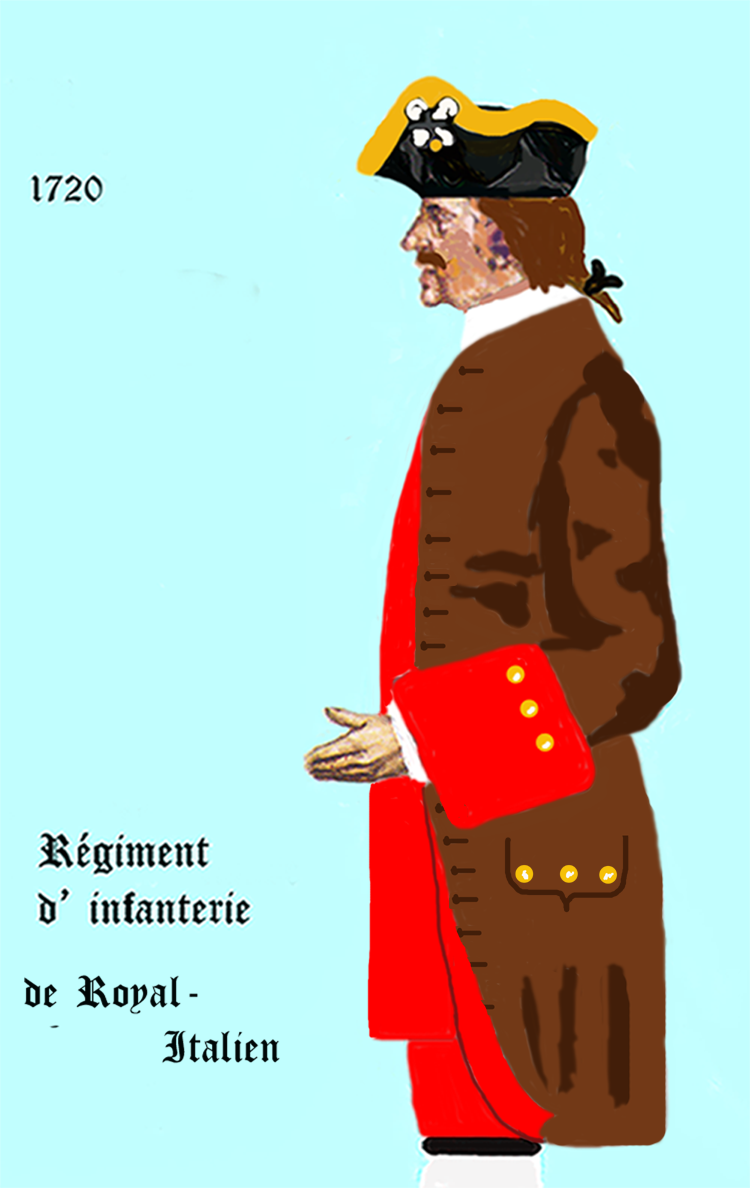
de 1720 à 1734
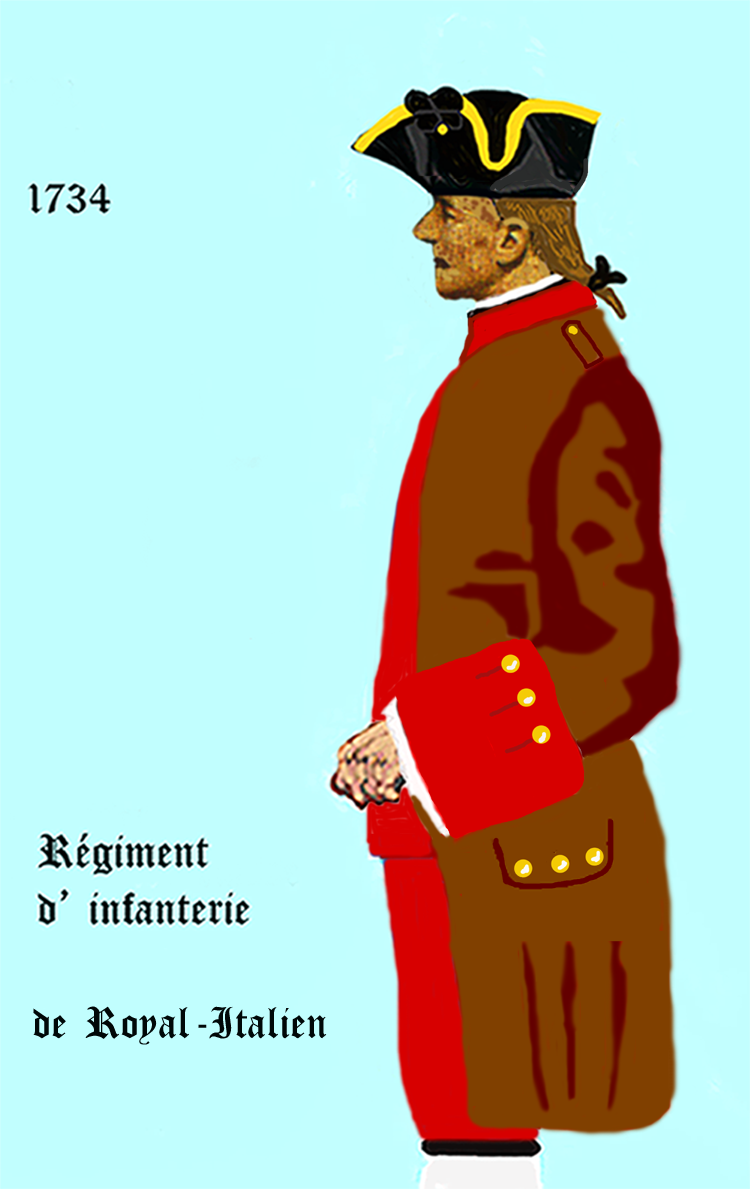
de 1734 à 1740
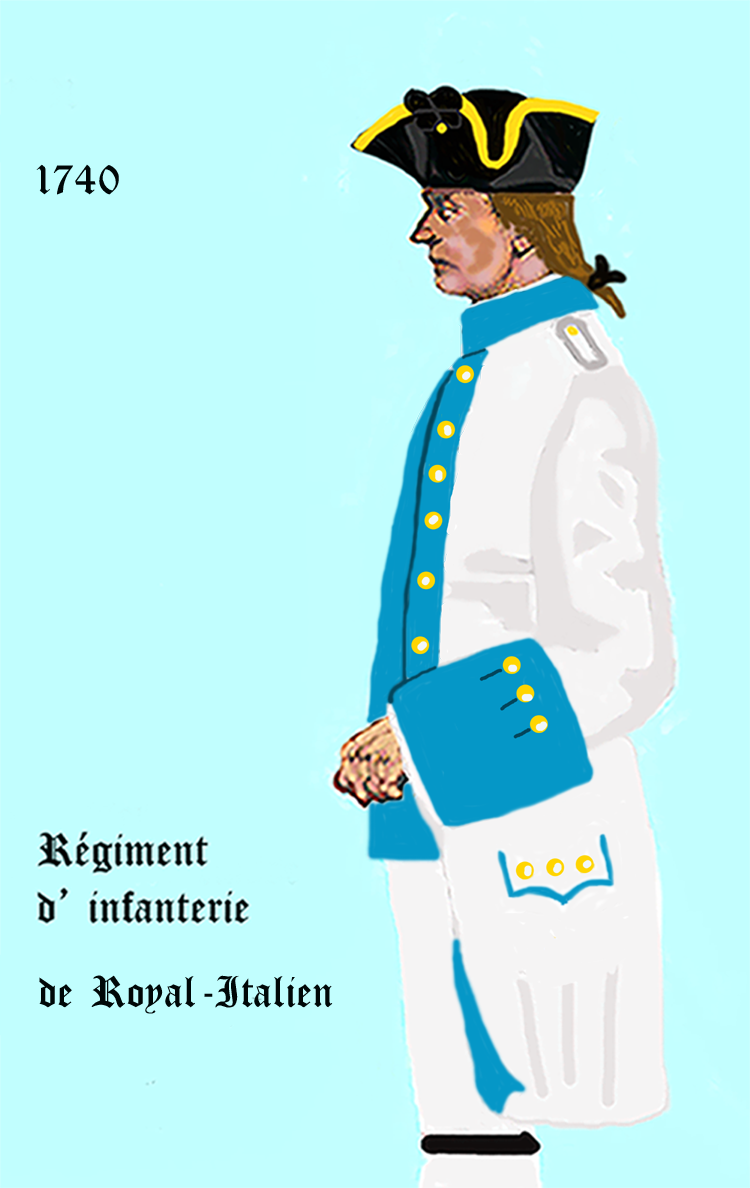
de 1740 à 1757

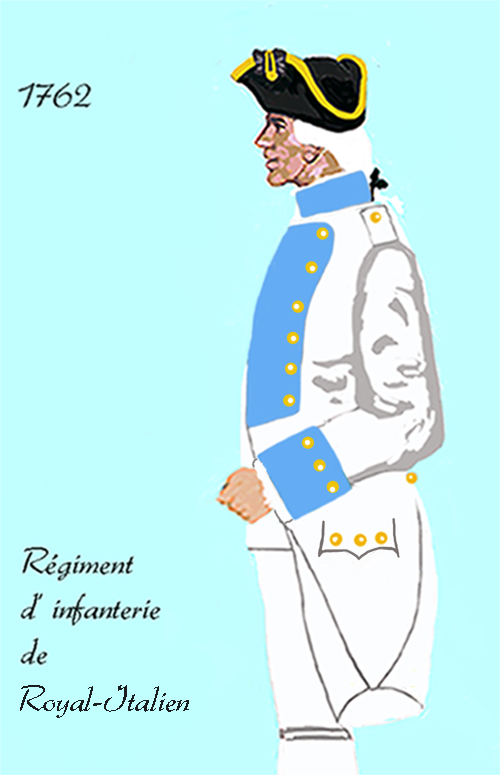
de 1762 à 1776
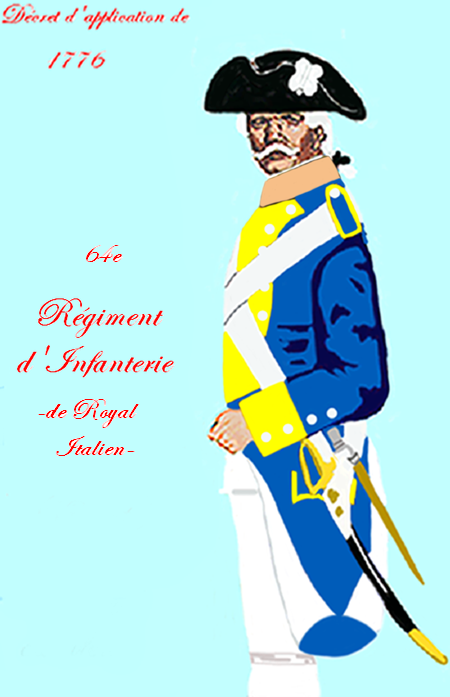
de 1776 à 1788

## Sources et bibliographie
- de Courcelles, Dictionnaire historique et biographique des généraux français, vol. 1, (Paris), 1820, 487 p..
- Pierre Lemau de La Jaisse, Cinquième abrégé de la carte générale du militaire de France, sur terre et sur mer, vol. 1, (Paris), 1738, 109 p. (lire en ligne).
- Chronologie historique-militaire, par M. Pinard, tomes 4, 5, 6 et 8, Paris 1761, 1762, 1763 et 1778
- Ordonnance du Roi, portant réforme du Régiment Royal-Italien.
- Louis Susane, Histoire de l'ancienne infanterie française, t. 4, 1876, p. 315 à 321